# Кикины
Кикины — русский дворянский род.
При подаче документов (1686) для внесения рода в Бархатную книгу, была предоставлена родословная роспись Кикиных и 27 царских грамот и наказных памятей различным представителям рода (1611—1668), царская жалованная грамота на вотчину сельцо Борики в Перевицком стане Рязанского уезда (1614).
Род дворян Кикиных был внесён Герольдией в VI часть родословной книги Московской, Симбирской и Пензенской губерний России. Документы древнего дворянского рода Кикиных были опубликованы Валуевым в «Симбирском сборнике».
Другой род этой фамилии восходит к началу XVII века, а ещё два более позднего происхождения.

## Происхождение и история рода
Род происходит от Логина Михайловича Кикина, который был «паном радным» у Ягайло, выехал в Россию к великому князю Дмитрию Донскому и пожалован в бояре. Его сын Тимофей боярин удельного князя Петра Дмитриевича, сына Донского.
Дмитрий и Иван Андреевичи Кикины писаны в «тысячной» книге лучших дворян и детей боярских (1550).
Фёдор Иванович Кикин посол в Крыму (1565), а Дмитрий Андреевич Кикин составил писцовые книги по Казани, Свияжску и Чебоксарам (1566—1568).
Иван Семенович убит в смутное время, в Коломне. Иван Федорович Кикин (младший) участвовал в обоих московских осадных сиденьях.
Стольник Василий Петрович Кикин (1654) послан в Малороссию для принятия городов киевского полка «под Государеву руку», в (1656)  снова послан к Богдану Хмельницкому для переговоров и играл выдающуюся роль в дальнейших сношениях Русского царства с Малороссией. Его младший сын Александр (1670—1718) был видным деятелем петровского времени.

## Известные представители
- Кикин Пётр Фёдорович — получил поместья в Каширском уезде (1611). рязанский городовой дворянин (1627−1629).
- Кикин Иван Фёдорович — получил поместья дер. Мышкино и Пенкино в Перевицком стане Рязанского уезда (1612)[4], рязанский городовой дворянин (1627−1629), доставлял в Москву денежную, зелейную и соболиную казну присланную из Ярославля в Троице-Сергиев монастырь (1612).
- Кикин Пётр — выкуплен из татарского плена (1614).
- Кикин Иван Фёдорович — воевода в Пронске (1623), в Крапивне (1631), в Козлове (1638), в Свияжске (1638).
- Кикин Василий Петрович — стольник (1640−1686), воевода в Канёве (1664).
- Кикин Иван Петрович — стряпчий (1658).
- Кикин Пётр Васильевич — стряпчий (1676), стольник (1677−1692).
- Кикин Иван Васильевич — стольник царицы Натальи Кирилловны (1676), стольник (1686−1692), воевода в Устюге-Великом (1696−1699)[1][5][6].